# Canal +
Canal+ (franceză: [kanal plys]), de asemenea pronunțat Canal Plus și uneori abreviat C+ sau Canal, este un canal de televiziune premium francez deținut de Canal+. A fost lansat în noiembrie 1984 și se transmite în Franța metropolitană. Canalul difuzează o mulțime de tipuri de programe, majoritatea fiind criptate, dar unele necriptate pot fi văzute pe gratis.
Canal+ a fost fondat de Pierre Lescure și André Rousselet. Un pionier timpuriu a fost Alain de Greef, care s-a alăturat în 1986.

## Descriere
Canal+ se transmite în Franța metropolitană. difuzează mai multe tipuri de programe, majoritatea fiind criptate. Programele necriptate pot fi văzute gratuit pe Canal+ și prin satelit pe Canal+ Clair (Clar). Canalul nu difuzează publicitate, exceptând cazurile când se difuzează pe sloturi gratuite. Aproape toate filmele și serialele străine pot fi vizionate în limbile lor originale cu subtitrare în franceză (pe un canal audio secindar) sau dublate în franceză. Toate programele sunt subtitrate în franceză pentru persoanele surde și cele care au dificultate la auz. Unele programe au descriere audio pentru cei cu deficiențe de vedere.
Canal+ este un suporter al inițiativei Hybrid Broadcast Broadband TV (HbbTV), care promovează și stabilește un standard european deschis pentru set-top box-uri hibride pentru recepția de difuzare TV și aplicațiilor multimedia în bandă largă cu o singură interfață de utilizator.
Din noiembrie 2017, Canal+ a început să își extindă catalogul internațional prin fluxul internațional Canal+ International.